# ديك ويسون
ديك ويسون (بالإنجليزية: Dick Wesson)‏ هو مذيع ‏ وممثل أمريكي، ولد في 20 فبراير 1919 بأيداهو في الولايات المتحدة، وتوفي في 27 يناير 1979 بكوستا ميسا في الولايات المتحدة.

## أعمال

### أفلام
- (1954) كارثة جين

## وصلات خارجية
- ديك ويسون على موقع IMDb (الإنجليزية)
- ديك ويسون على موقع ميوزك برينز (الإنجليزية)